# San Sebastián (Portoryko)
San Sebastián – miasto w zachodniej części Portoryko. Jest siedzibą gminy San Sebastián. Według danych szacunkowych na rok 2000 liczy 43 514 mieszkańców. Zostało założone w 1752. Burmistrzem miasta jest Javier Jiménez. Patronem miejscowości jest Święty Sebastian.